# Харис Јулин
Харис Јулин (енгл. Harris Yulin; Лос Анђелес, 5. новембра 1937 — Њујорк, 10. јун 2025), био је амерички филмски, телевизијски и позоришни глумац, који се појавио у преко стотину филмских и телевизијских улога, попут филма Ноћна кретања  (1975), Лице са ожиљком (1983), Истеривачи духова 2 (1989), Уски пролаз (1990), Јасна и непосредна опасност (1994), У потрази за Ричардом (1996), Мистер Бин (1997), Ураган (1999), Дан обуке (2001), серији 24 (2002-2003), као и серији Фрејжер, која му је донела номинацију за награду Еми за ударне термине, 1996. године.